# Arthur Hindenburg
Arthur Leopold Hindenburg, född den 2 augusti 1832, död den 25 mars 1913 i Köpenhamn, var en dansk jurist, bror till Theodor Hindenburg.
Hindenburg blev 1855 jur.kand. och 1863 højesteretsadvokat samt fungerade 1885-1904 som "kammeradvokat". Han tog 1872 jur.dr.-grad och skrev Haandbog i dansk vexelret (1860) och Om kjøb og salg (1872). Han var medlem av folketinget 1869-1876 och skrev under den politiska kampen på 1880-talet under märket Z. en serie mycket utmanande artiklar i "Berlingske tidende" till försvar för ministären Estrups styrelse.

## Utmärkelser
- Dannebrogsmännens hederstecken,  1888[1]
- Kommendör av Dannebrogorden,  26 maj 1892[1][4]

[Redigera Wikidata]